# Севелина Гьорова
Севелина Цокова Гьорова е българска изкуствоведка, театрален критичка и университетска преподавателка, доктор на изкуствознанието.

## Биография
Родена е на 12 април 1934 година във Видин. На 24-годишна възраст става драматург, впоследствие главен драматург на Народния театър „Иван Вазов“, длъжност на която е до 1978 година. В периода 1966–1968 година е и главен драматург на театър „Сълза и смях“.
Други длъжности, които заема през живота си, са секретар на Съюза на артистите в България; председател на българския център на Международната организация на театралните критици; преподавателка в НАТФИЗ „Кръстьо Сарафов“ (1981 – 2002).
От 1954 година публикува статии за драматургията и театъра. Авторка е на книги по същата тематика, има 16 монографии за български артисти и режисьори, по-важните от които са „Театрален триумвират“, „Диалог с времето“, „Триединството на театъра“, „Ловци на мигове“.
За нея в своите „Задочни репортажи за България“, в главата „Българин ли е Шекспир?“, писателят емигрант Георги Марков пише: „Застъпници на най-ортодоксалната партийна линия в театралната критика бяха Владимир Каракашев и Севелина Гьорова – и двамата протежета на сталинисткото създание Филип Филипов.“
Умира на 7 октомври 2007 година, след като е блъсната от тролейбус на път за Кукления театър в Стара Загора.